# The Day the Music Died
The Day the Music Died (pt: O Dia em Que a Música Morreu) é uma designação usada para referir o acidente aéreo ocorrido nos Estados Unidos, no dia 3 de fevereiro de 1959, que resultou na morte dos músicos Buddy Holly, Ritchie Valens e The Big Bopper, além do piloto Roger Peterson. 

## Histórico
Em 3 de fevereiro de 1959, um avião monomotor modelo Beechcraft Bonanza B35 caiu próximo de Clear Lake, Iowa, matando os músicos norte-americanos de rock and roll Buddy Holly, aos 22 anos, Ritchie Valens, com 17 anos,  e J. P. "The Big Bopper" Richardson, que tinha 28 anos, assim como o piloto Roger Peterson, de 21 anos. Este dia seria definido posteriormente por Don McLean, em sua canção American Pie, como "o dia em que a música morreu".

## Antecedentes
Os músicos excursionavam na turnê The Winter Dance Party, projetada para cobrir vinte e quatro cidades do centro-oeste dos Estados Unidos em apenas três semanas, de 23 de janeiro a 15 de fevereiro de 1959. Um dos problemas logísticos era o tempo gasto durante as viagens, pois a distância entre os locais dos concertos não foi considerado quando cada um deles foi agendado. Outro era o ônibus usado para transportar os músicos, não preparado para enfrentar o inverno. Seu sistema de aquecimento quebrou pouco depois do início da turnê, fazendo com que o baterista de Holly, Carl Bunch, desenvolvesse um caso grave de congelamento nos pés, tendo de ser internado em um hospital. Enquanto ele se recuperava, Buddy Holly e Ritchie Valens revezavam-se na  bateria.
O The Surf Ballroom, em Clear Lake, Iowa, não estava agendado para ser a próxima parada da turnê, mas seus organizadores, esperando incluir mais datas, entraram em contato com Carroll Anderson, gerente do local, que aceitou a proposta. O show foi marcado para uma segunda-feira, 2 de fevereiro. 
Ao chegar no local, Buddy Holly, frustrado com o ônibus de viagem, disse a seus colegas de banda que, terminado o show, tentaria fretar um avião para alcançar a próxima parada da turnê, a cidade de  Moorhead, em Minnesota. Holly também estaria incomodado por não ter mais camisetas, meias e cuecas limpas. Ele precisaria lavar suas roupas antes do próximo concerto, mas a lavanderia local estava fechada naquele dia.
Ele conseguiu então combinar um voo com Roger Peterson, um piloto de 21 anos que trabalhava para a Dwyer Flying Service, na cidade vizinha de Mason City.  Acertaram uma taxa de 36 dólares por passageiro para que Peterson levasse Holly e mais dois acompanhantes até Fargo, em seu Beechcraft Bonanza B35, fabricado em 1947.
Uma das vagas foi oferecida a Dion DiMucci, vocalista do grupo Dion and the Belmonts, mas ele decidiu que não gastaria os 36 dólares da passagem pois aquele era o valor que seus pais pagavam pelo aluguel de um apartamento, e ele sentiu que não poderia justificar a extravagância de gastar aquele valor. Os dois assentos ficariam então com Waylon Jennings e Tommy Allsup, músicos que acompanhavam Holly em sua recém-iniciada carreira solo.
J.P. Richardson, que contraíra gripe durante a turnê, pediu a Jennings que cedesse seu lugar no avião. Jennings concordou, e quando Holly ficou sabendo do trato, brincou: "Bom, espero que esse seu ônibus velho congele". Jennings, também em tom de brincadeira, respondeu: "E eu espero que seu avião velho caia". Este diálogo perseguiria Jennings pelo resto de sua vida.
Ritchie Valens, que nunca viajara de avião antes, pediu pelo lugar de Tommy Allsup, que respondeu que isso seria decidido em um jogo de cara ou coroa. Bob Hale, radialista da KRIB-AM, estava trabalhando no concerto como DJ naquela noite, e jogou a moeda pouco antes dos músicos partirem para o aeroporto. Valens venceu, ganhando o assento na aeronave.

## Acidente
O avião decolou por volta das 0h55 (hora local). Pouco depois da 1h, Hubert Dwyer, piloto comercial e dono da aeronave, observando de uma plataforma do lado de fora da torre de controle, viu a luz de cauda do avião descer gradualmente até sumir de vista. 
Peterson havia dito a Dwyer que passaria seu plano de voo à torre de controle por rádio depois da decolagem. Como ele não se comunicou com os controladores, Dwyer pediu que eles tentassem entrar em contato com a aeronave, mas não obtiveram resposta.

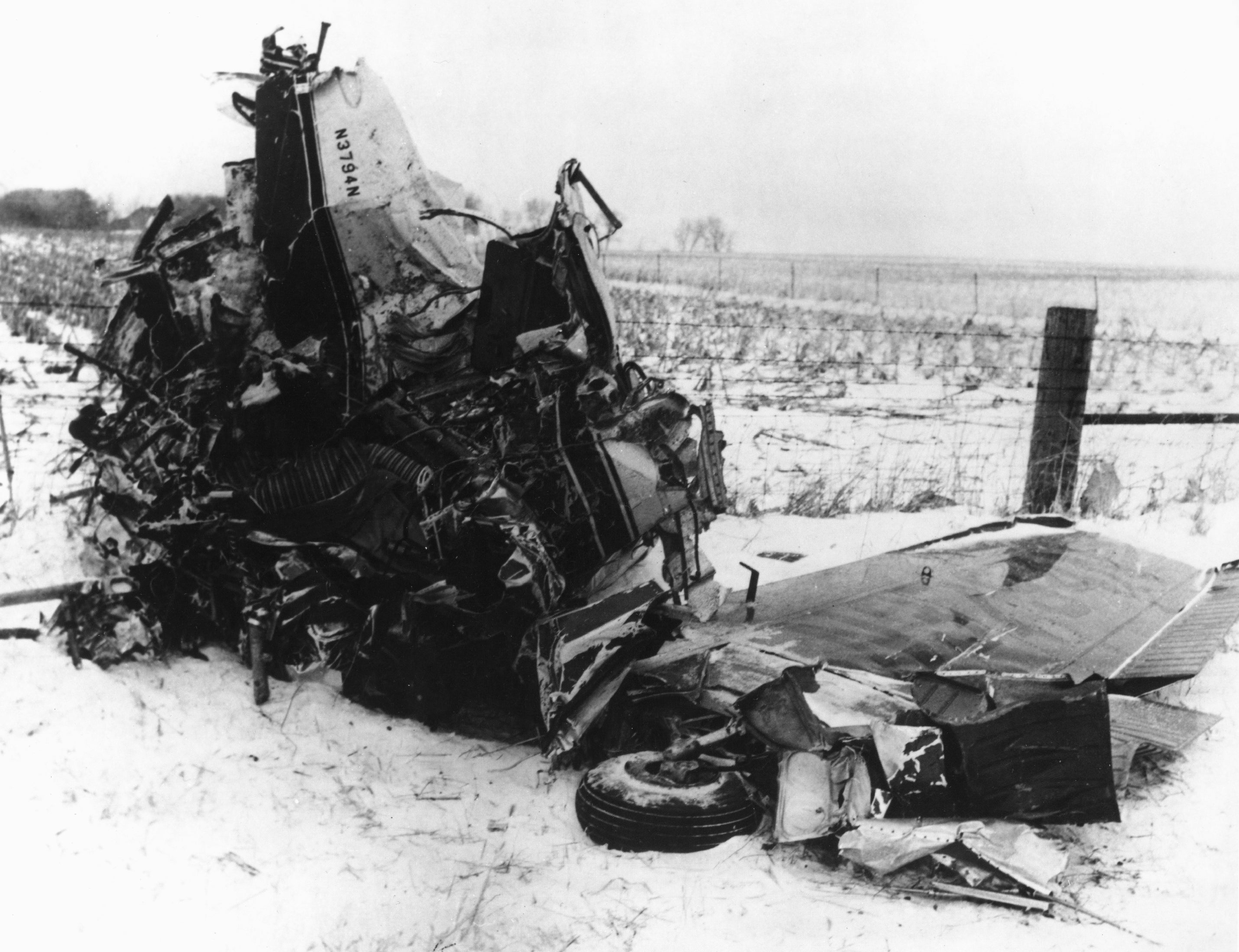
Os destroços do Bonanza no local do acidente. 3 de fevereiro de 1959.

Às 3h30, o Aeroporto Hector, em Fargo, Dakota do Norte, informou não ter recebido qualquer sinal do Bonanza, então Dwyer contactou as autoridades e declarou a aeronave como desaparecida. 
Por volta das 09h15, Dwyer decolou em outro avião de pequeno porte para seguir a rota planejada por Peterson. Pouco tempo depois, ele visualizou os destroços do Bonanza em uma plantação de milho pertencente a Albert Juhl, situada oito quilômetros a noroeste do aeroporto.
A aeronave estava em um ângulo levemente descendente e inclinada para a direita quando atingiu o solo a 270 quilômetros por hora. Ela então capotou e derrapou por mais 170 metros na paisagem congelada antes que a massa retorcida de ferragens batesse contra uma cerca de arame farpado nas cercanias da propriedade de Juhl. Os corpos de Holly e Valens caíram próximos ao avião, Richardson foi arremessado através da cerca e dentro da plantação de milho do vizinho de Juhl, Oscar Moffett, enquanto Peterson ficou preso à cabine. Carroll Anderson, o gerente do Surf Ballroom que levara os músicos ao aeroporto da cidade vizinha e presenciara a decolagem do avião, foi o primeiro a identificar as vítimas.
Autópsias posteriores indicaram que todos os quatro morreram instantaneamente com o impacto. O laudo do legista detalhou os ferimentos múltiplos sofridos por Holly, demonstrando como ele morreu na queda: 
| “ | O corpo de Charles H. Holley estava vestido em uma jaqueta amarela de material semelhante a couro, com as costuras na parte das costas rasgadas em quase toda sua extensão. O crânio foi partido medial à testa, com o dano estendendo-se à região do vértex. Aproximadamente metade do tecido cerebral estava ausente. Havia sangue em ambos os ouvidos, e a face mostrava diversos cortes. A consistência do tórax estava mole devido a extensivo esmagamento da estrutura óssea. Ambas as pernas apresentavam fraturas múltiplas.' | ” |

Investigações concluíram que o acidente foi provocado por uma combinação de mau tempo e erro humano. Peterson, operando em voo por instrumentos, ainda estava sendo testado nesta especialidade, não sendo habilitado para pilotar em condições climáticas não visuais, que requeriam que operação da aeronave fosse feita apenas por orientação dos instrumentos. O inquérito final da Civil Aeronautics Board observou que Peterson havia sido treinado em aeronaves equipadas com horizonte artificial, não tendo portanto experiência com o incomum giroscópio indicador de altitude Sperry F3 utilizado no Bonanza. Para piorar a situação, os dois instrumentos indicavam o eixo de uma aeronave de maneira exatamente oposta; isso levou os investigadores a concluírem que Peterson pode ter pensado que estava subindo quando estava, de fato, descendo. Eles também descobriram que o piloto não recebeu alertas adequados sobre as condições climáticas, o que, dado seus conhecimentos limitados, poderia tê-lo feito adiar o voo.